# 中井清太夫
中井 清太夫（なかい せいだゆう、享保17年（1732年） - 寛政7年2月14日（1795年4月3日））は江戸時代中期の旗本。通称は里次郎、庄五郎、清太夫。諱は九敬。

## 略伝
享保17年（1732年）、河内国交野郡楠葉村南組に生まれる。父は、奈良代官・辻守誠のもとで代官手代をつとめた中井要右衛門基光、兄は、大坂浪人として秋田藩や幕府勘定方と関係が深かった中井ニ左衛門、甥（二左衛門の子）に一橋家に出入りし、また平賀源内のパトロンでもあった中井万太郎、母方の祖父は、京都町奉行組与力で、大坂三郷南組惣年寄・安井家や囲碁方・安井家、天文方渋川氏と同族の京都町奉行組与力・木村条右衛門。清太夫もまた、二左衛門・万太郎を通じて秋田藩や平賀源内などとも深い交流を持った。
宝暦10年（1760年）評定所に出仕し、日光山御霊修復御用、関東郡代伊奈忠宥の差添役などを務め、明和4年（1767年）支配勘定となり、同8年（1771年）勘定に移る。この間、清太夫は京都・大坂にのぼり、禁裏口向役人の不正事件の摘発に深く関与したほか、京都での青物取引をめぐる京都町奉行での裁判において、原告となっていた伊藤若冲のアドバイザーを務め、若冲の勝訴を勝ち取っている。安永3年（1774年）甲斐国上飯田代官となり、同6年（1777年）甲府代官に転じた。天明4年（1784年）には谷村代官も兼務し、7万石を管轄した。同7年（1787年）陸奥国小名浜代官に転じ、同8年（1788年）江戸詰めの関東代官となった。寛政元年（1789年）飛騨郡代大原正純の代検見をする。同3年（1791年）代官職を罷免され、切米を絶たれる。
罷免の理由は、前勘定奉行・赤井忠晶への金子用立て不都合、追放者・井部定右衛門の手代召抱え、甲州での検地での粗略な扱いなどだったとされる。一方、清太夫の治績は農民側に立ち、幕府からすれば年貢増徴に結びつかなかったためとも言われる。『よしの冊子』では、清太夫は、日本中の産物について詳しく、またどのような下問に対しても見事に答えを導く一方で、他人の功績を奪い奸智を働く者で、金銀の蓄えが多いから小普請入りしても困らないだろうから、中には遠島にすべきだという者もいる、と清太夫の幕府内の評判を伝えている。
その後、剃髪し旧圭と名乗り、4年後病死した。

## ジャガイモ栽培の奨励
甲府代官時代の中井清太夫は領民に善政を敷き、安永9年（1780年）の洪水と天明の大飢饉で疲弊した領民救済のため、幕府の許可を得て九州から馬鈴薯を取り寄せ、八代郡九一色郷で試作に成功すると、甲州芋として領内での普及に尽力したといわれる。享和元年（1801年）には、巨摩郡黒平村において、ジャガイモを清太夫芋と呼んだことが小野蘭山によって報告されており、実際にジャガイモ栽培の導入が清太夫によるものであったことが知られる。
また天明2年（1782年）には甲府城修築のため立ち退いた塩部村の村民を帰住させ、同6年（1786年）には、出身地楠葉村で用いた技術を使って、富士山の水難に悩む八代郡の農村から笛吹川への排水工事を実施した。
清太夫の転任後も甲斐では生祠や頌徳碑が建立され、その事績が顕彰された。

### せいだのたまじ
上野原市一帯に伝わる郷土料理「せいだのたまじ」は、出荷できないような小さなジャガイモを味噌と砂糖で甘辛く煮たものである。この「せいだ」は清太夫の名から採られたものと伝えられている。